# Homenatge al llibre

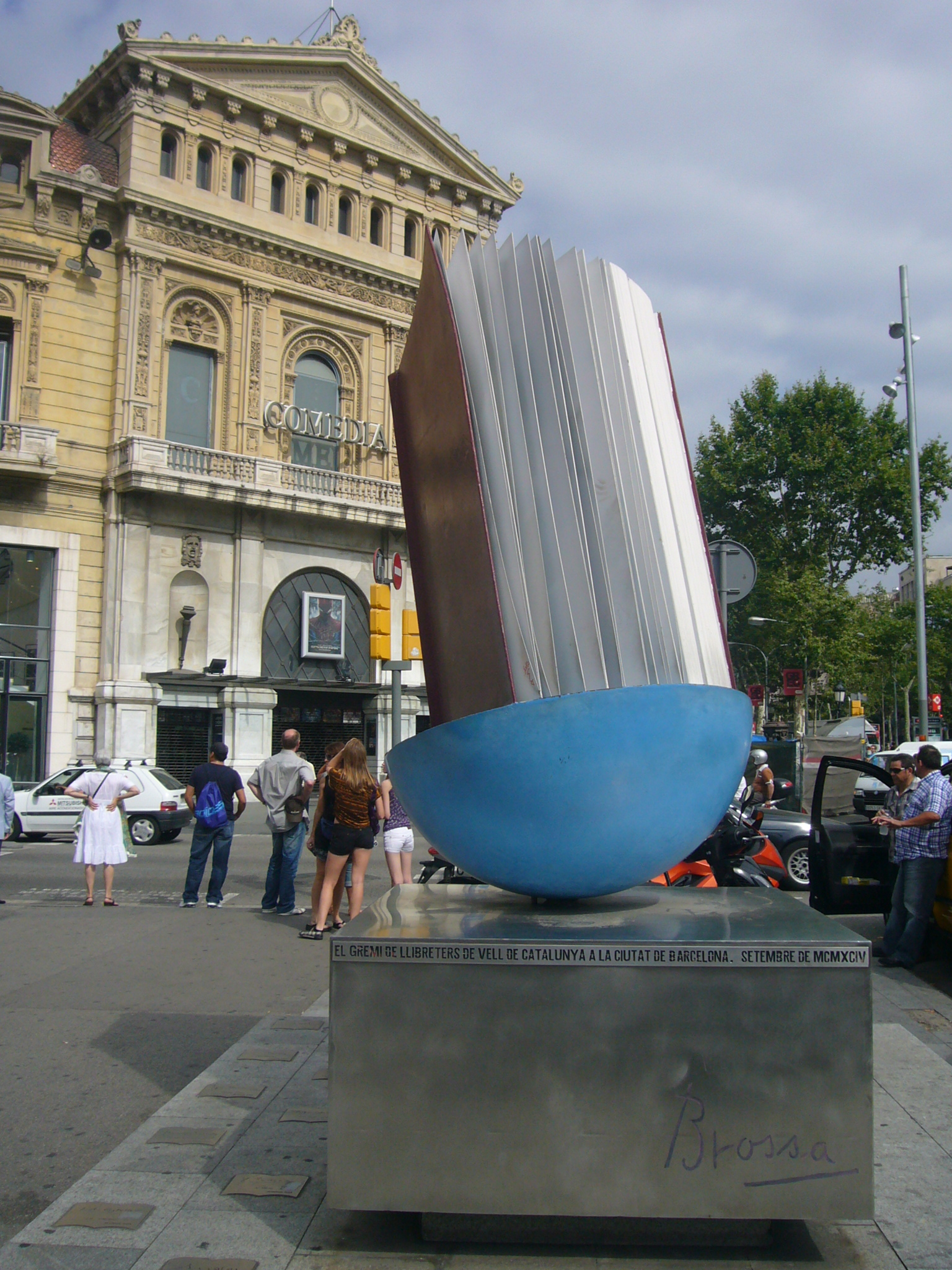
Imatge del poema corpori

L'Homenatge al Llibre és un poema corpori o poema urbà de Joan Brossa creat el 1994 i dissenyat per l'artista plàstic Josep Pla-Narbona, situat a la cruïlla del passeig de Gràcia amb Gran Via de les Corts Catalanes, a Barcelona. Va ser un encàrrec del Gremi de Llibreters de Vell de Catalunya. La ubicació d'aquesta obra brossiana no és casual; és precisament al passeig de Gràcia on es despleguen anualment els estands de la Fira del Llibre d'Ocasió Antic i Modern, organitzada per l'esmentat gremi.

## Descripció
Inspirat en una joguina, el saltamartí, Joan Brossa situa sota del llibre una semiesfera metàl·lica que originàriament havia d'incloure el moviment oscil·lant impulsat pels vianants. Finalment, però, per problemes tècnics i de pressupost, es va optar per fer l'obra estàtica.
La idea del saltamartí ja havia estat desenvolupada per Brossa en un poema de 1963 dedicat al poble. De la mateixa manera que el saltamartí tendeix a redreçar la seva posició inicial, segons el poeta, també ho fa el llibre, tot superant els obstacles a què ha de fer front.
A banda del poema corpori, el Gremi de Llibreters va encarregar a Brossa el cartell de la 43a Fira. A partir d'aquesta edició, cada any s'ha anat instal·lant al terra del voltant de l'obra rajoles gravades amb els noms dels escriptors homenatjats.
El logotip del Gremi de Llibreters de Vell de Catalunya representa aquest llibre/saltamartí i també és obra de Pla-Narbona.

## Galeria

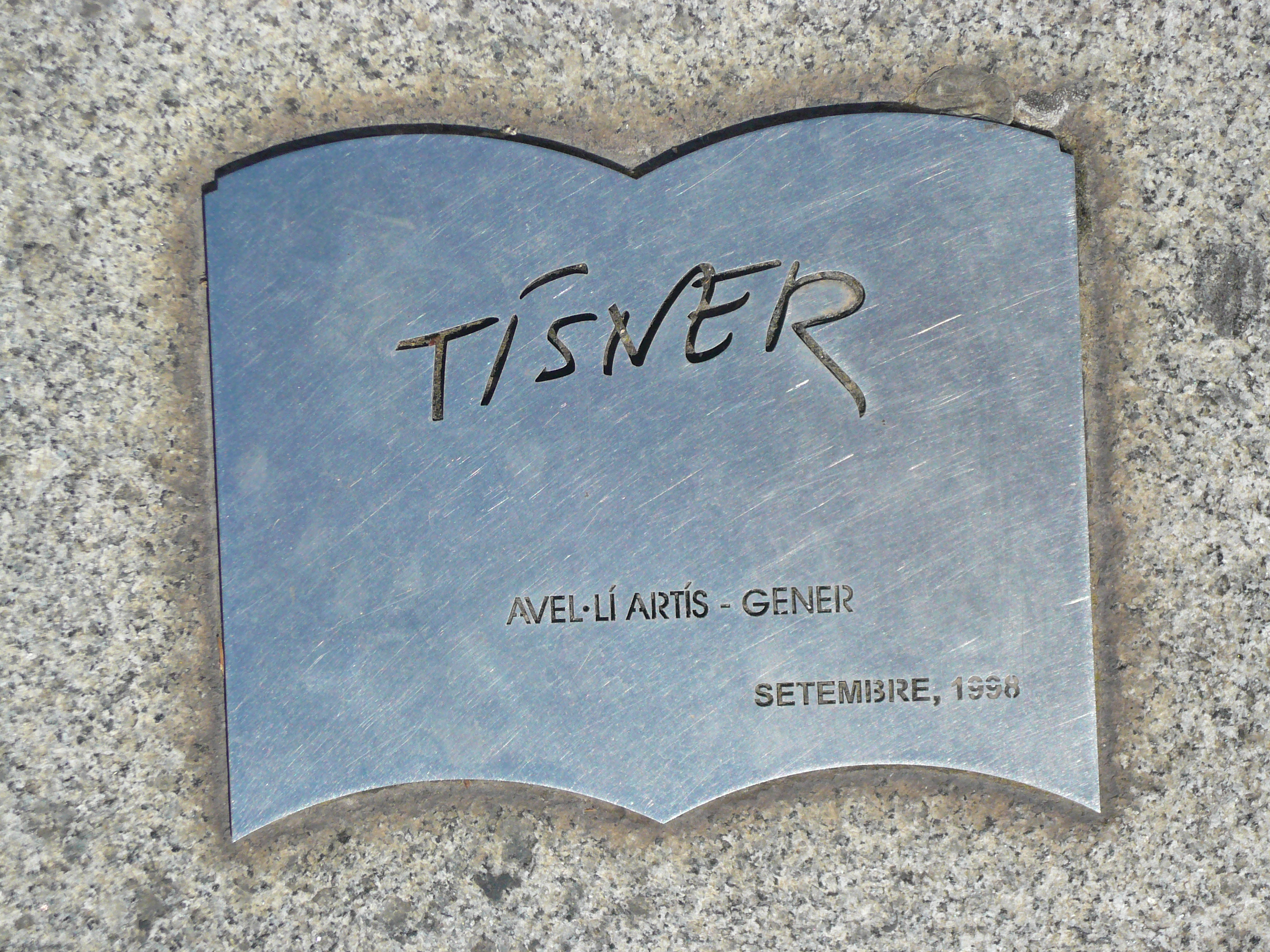
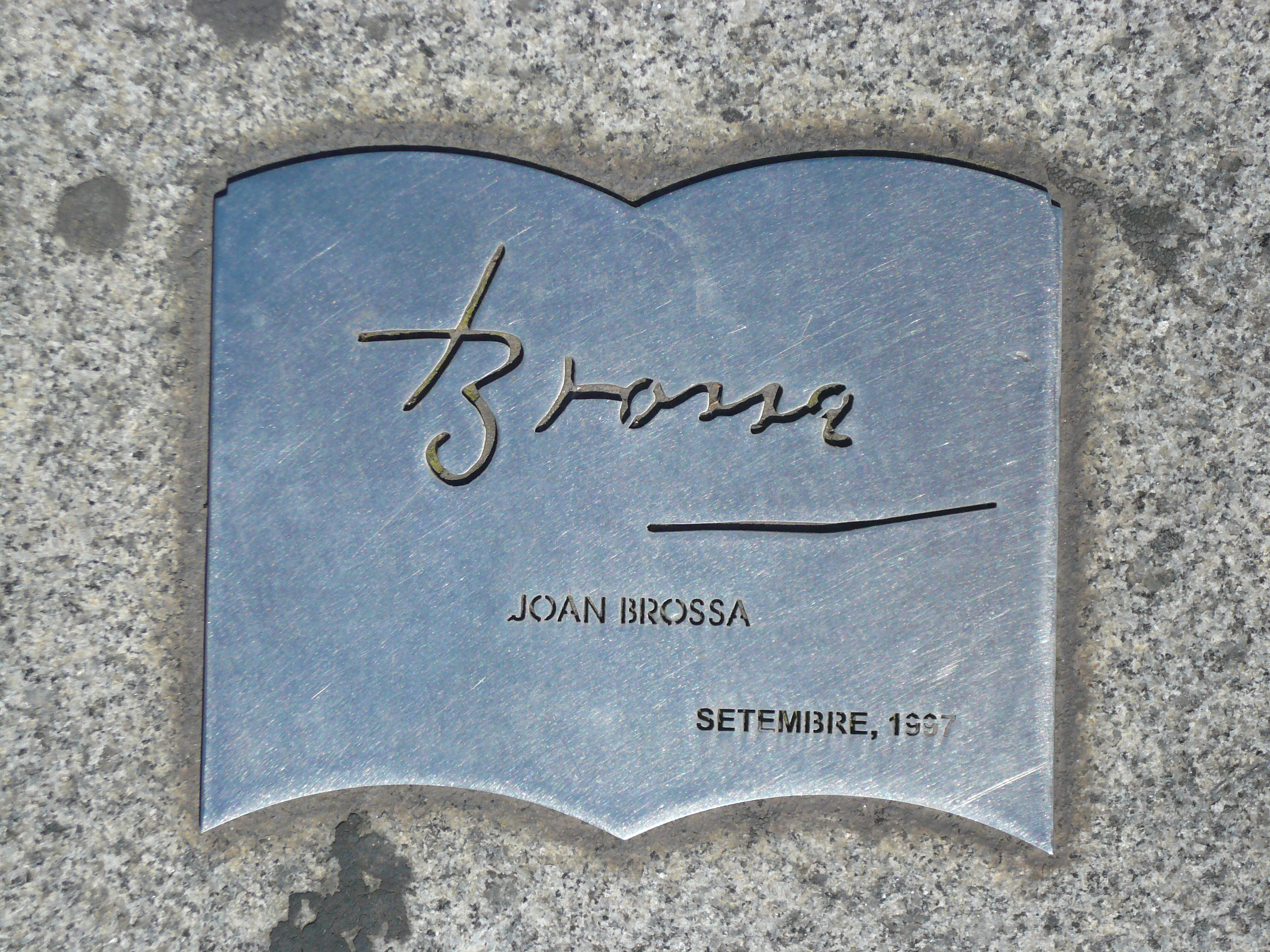
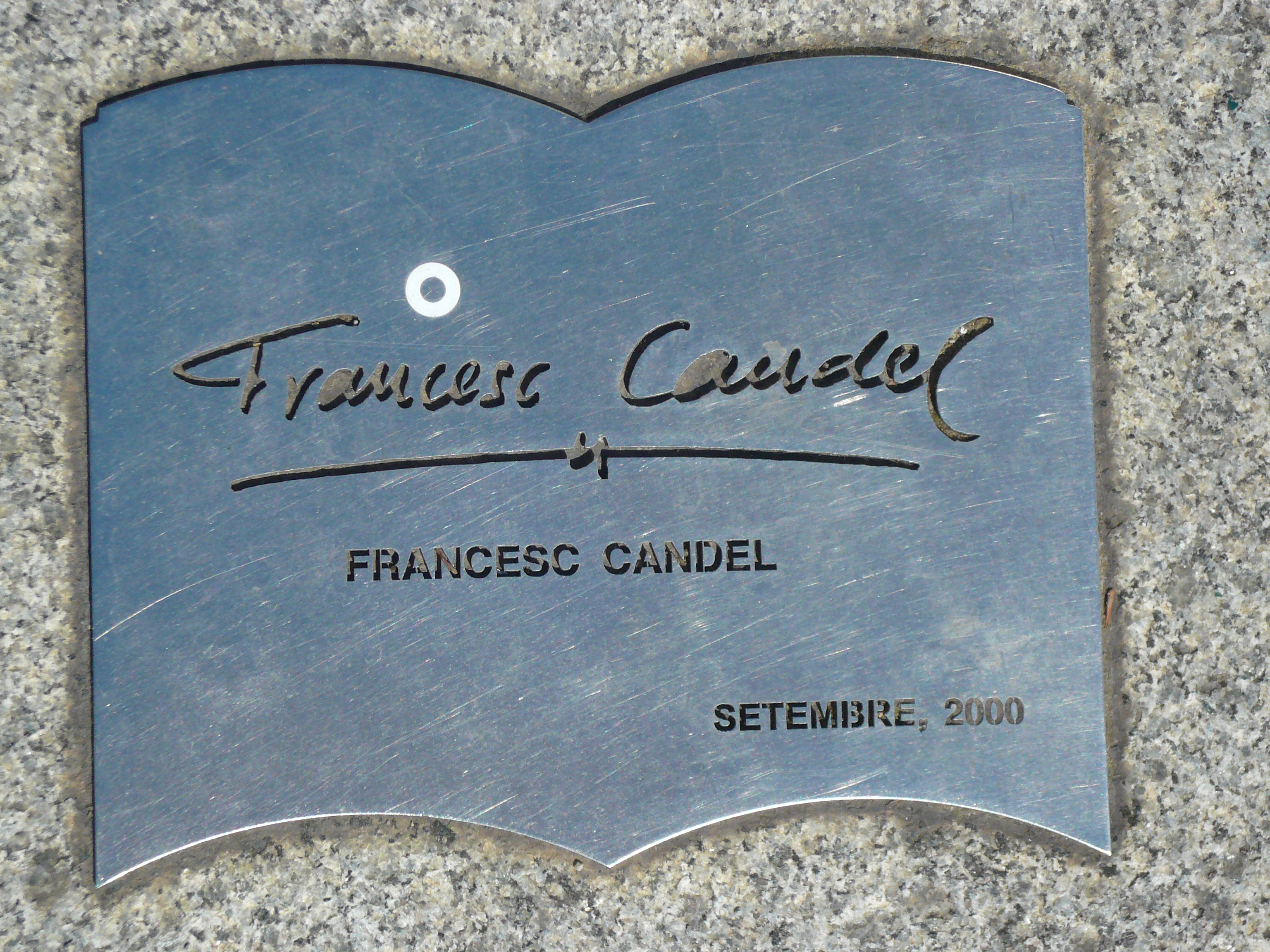
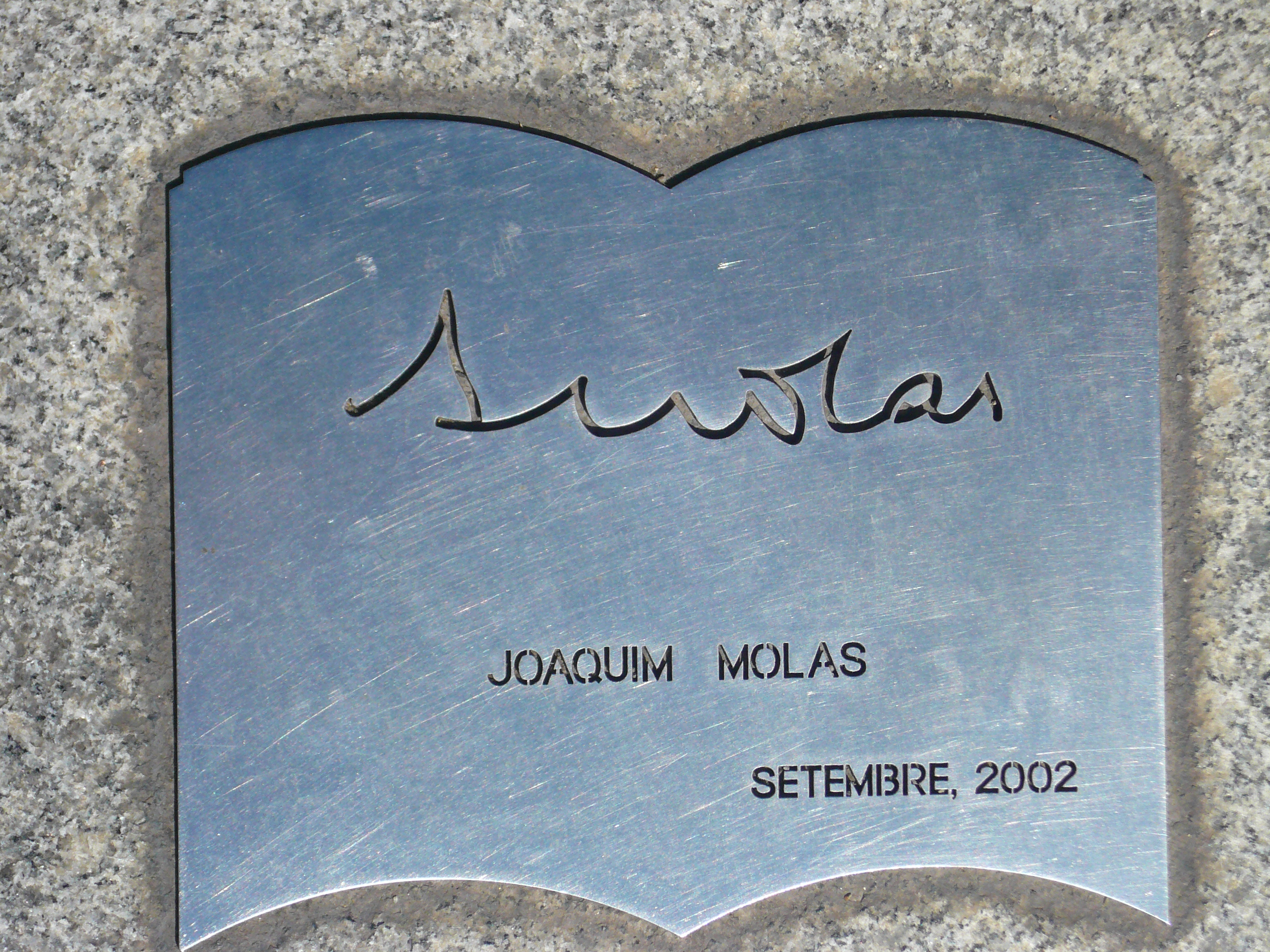